# Héverton Cardoso da Silva
Héverton Cardoso da Silva, detto Héverton (San Paolo, 14 gennaio 1988), è un calciatore brasiliano, difensore dell'Oratório.

## Caratteristiche tecniche
Gioca come difensore centrale.

## Carriera

### Club
Fu promosso in prima squadra nel 2008, a causa di un infortunio del difensore centrale Teco. Tornato nelle giovanili dopo il periodo con i titolari, tornò in panchina nell'agosto 2008, insieme a Wágner.
Il 9 novembre 2008, contro il Palmeiras all'Estádio Palestra Itália, debuttò nel Campeonato Brasileiro Série A 2008.